# Irving Tripp
Pour les articles homonymes, voir Tripp.
Irving Tripp (5 juin 1921 – 27 novembre 2009) était un dessinateur américain de bande dessinée, surtout connu pour avoir illustré la série de comics Little Lulu. Il a fait partie des artistes de Dell Comics de 1941 à 1982.

## Biographie
Irving Tripp naît à Poughkeepsie dans l'état de  New York le 5 juin 1921. Il est engagé en 1941 par Dell Publishing mais après avoir dessiné une douzaine de comics, l'entrée en guerre des États-Unis l'oblige à servir dans l'armée américaine aux Philippines durant le conflit. En 1946, il revient chez Dell qu'il quittera seulement en 1982. Là il dessine de nombreux comics mais principalement Little Lulu sur des crayonnés de John Stanley. En effet, celui-ci avait adapté le dessin animé en comics pour Dell mais vu le succès de la série l'éditeur lui demanda de produire plus, ce qu'il ne pouvait faire. Il fut donc décidé de lui joindre un assistant, Irving Tripp. Celui-ci à partir de 1948 encre la série mais par la suite et selon ce que fournit Stanley il sera amené à dessiner parfois des épisodes complets ou reprendre les pages à partir d'esquisses plus ou moins développées. Mais il dessine aussi Tom et Jerry, Bugs Bunny et des adaptations de films de Disney. Durant les années 1940, il travaille aussi pour Whitman Publishing et illustre des Big Little Books. Il meurt le 27 novembre 2009 à Haines City en Floride malade d'un cancer et de défaillances cardiaques,.

## Analyse
Le travail de Tripp a été loué par de nombreux critiques qui reconnaissent l'immportance de son travail d'encreur sur les crayonnés de Stanley. Ainsi Tom Devlin affirme que « l'équipe Stanley/Tripp est l'un des couples artistiques important de l'histoire des comics »,.